# Synco

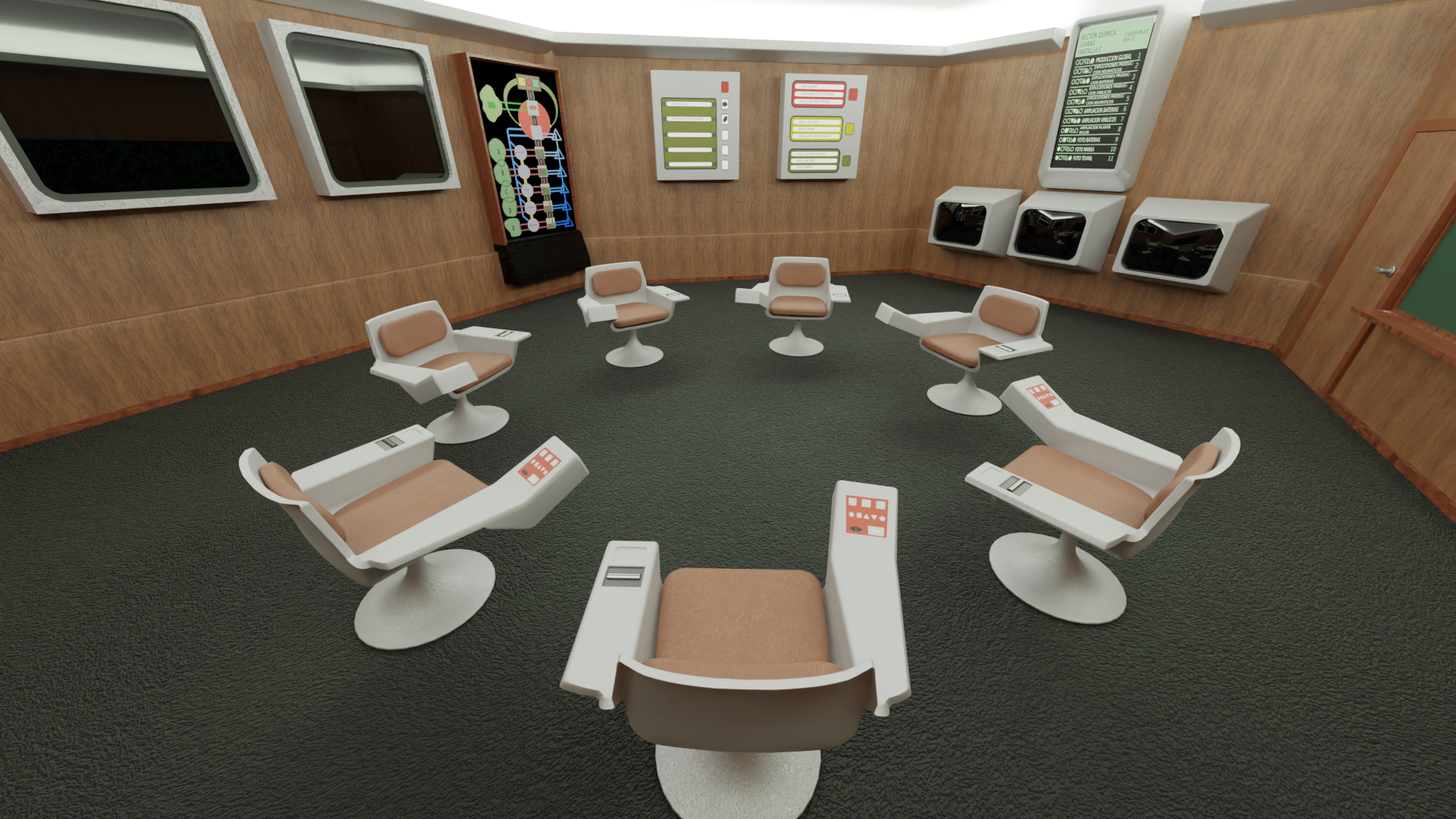
Representación digital de la sala de operaciones del proyecto.

Synco o Cybersyn fue un proyecto chileno de planificación económica controlada en tiempo real, desarrollado en los años del gobierno de Salvador Allende Gossens, entre 1971 y 1973. En esencia, se trataba de una red de máquinas de teletipo que buscaba comunicar, en tiempo real, a las fábricas del país con un único centro de cómputo en Santiago, donde el gobierno, a través de un software de análisis bayesiano, pronosticaría el comportamiento de los medios de producción industrial. Es decir, se recibiría, procesaría y analizaría información sobre la producción de las fábricas, empleando los principios de la cibernética.
El arquitecto del sistema fue el cibernetista británico Stafford Beer, quien entendía que la cibernética, desde el período de la Posguerra mundial, podría ser la próxima ciencia del estudio del control y la comunicación, una que permitiría encontrar asuntos en común entre el funcionamiento complejo de los sistemas sociales (organizaciones), biológicos (organismos) y mecánicos (máquinas). El presidente Allende también veía en el proyecto la posibilidad de construir otra forma de gobierno, una tercera vía, un "socialismo a la chilena" que se apartaba parcialmente de la Unión Soviética o de Cuba. Por ello, la relación entre ambos personajes ha sido caracterizada como el encuentro de dos utopías, una política, la de implementar un cambio socialista, pacífico y dentro de la democracia, y una tecnológica.
En medio de un contexto como el chileno para la década de 1970, con limitados recursos tecnológicos, Synco resulta un proyecto innovador para la historia de la tecnología a nivel mundial, pues para entonces ARPANET, el predecesor estadounidense de la Internet, aún estaba en proceso de desarrollo. Su contribución novedosa también puede rastrearse en América Latina, en donde los estudios sobre la relación entre Estados, gobiernos y desarrollo tecnológico muestran pocos casos similares.

## Historia
A manera de contexto, el gobierno de Salvador Allende, al nacionalizar y anexar diversas empresas expropiadas al área social del Estado entre los años 1970 y 1973, comenzó a replantear el sistema económico coordinando la información de las empresas existentes estatales y las recientemente nacionalizadas. La rápida nacionalización trajo consigo el incremento de los empleados estatales, en lo que fue entendido como una política para disminuir el desempleo, pero esto también implicó visibilizar la ausencia de mano de obra calificada para mantener la producción, sortear la escasez de materiales y materias primas.
En 1970, Fernando Flores había sido nombrado director general técnico de la Corporación de Fomento de la Producción (Corfo) bajo la dirección e instrucción de Pedro Vuskovic, y con el objetivo de liderar la gestión y coordinación entre las empresas nacionalizadas y el Estado. Flores conocía las teorías y las soluciones propuestas por el británico Stafford Beer desde que era estudiante de ingeniería, y, posteriormente, por su relación profesional con la empresa de consultoría de Stafford Beer, llamada SIGMA.
Junto a Juan Bulnes y Raúl Espejo,quien también trabajaba en CORFO y posteriormente sería gerente operacional del proyecto, Flores escribió una carta a Stafford Beer con el propósito inicial de obtener su guía en la implementación en Chile del Modelo del Sistema Viable (VSM), modelo que Beer describía en su libro The Brain of the Firm.Beer no sólo aceptó guiar a Flores y su equipo en dicha tarea, sino que, entusista, solicitó ser parte integral del proyecto, cuyo desarrollo comenzó en noviembre de 1971.
Luego de casi dos años de trabajo y avances muy importantes, la sala de operaciones del proyecto de gobierno cibernético fue presentada al presidente Salvador Allende, quien más tarde habría solicitado trasladarla desde el lugar donde había sido construida hasta el Palacio de la Moneda. Tomó un año el construirlo (desde noviembre de 1971 al mismo mes de 1972), aunque nunca se finalizó del todo. 
En 1971, el gobierno de Allende comenzó a desarrollar en Chile el innovador sistema cibernético de gestión y transferencia de información. El proyecto se llamó Cybersyn, "sinergia cibernética" (del inglés Cybernetic Synergy), o Synco, "sistema de información y control". Entre sus objetivos se encontraba: 
- Primero, la transferencia de información, casi en tiempo real, en formatos dinámicos, flexibles y estructurados, sobre la producción industrial en las empresas de propiedad del Estado de Chile hacia el gobierno.
- En segundo lugar, permitir su procesamiento y análisis por parte de los técnicos estatales para tomar decisiones que permitieran la planificación efectiva de la economía del país.[1]

El sistema tuvo la oportunidad de demostrar su utilidad en octubre de 1972, durante el paro patronal realizado en dicho mes, cuando 50 000 camioneros en paro bloquearon las calles de Santiago. Mediante las máquinas de teletipos, el gobierno fue capaz de coordinar el transporte de alimentos a la ciudad con los cerca de 200 camiones leales a Allende y que no se encontraban en paro. Comentando este hecho, Beer señalaba modestamente: "Comunicación es control". Varios miembros de su equipo también referían que Synco podría convertirse en una manera de involucrar, de manera más sistemática, a los trabajadores en las decisiones de las fábricas.
Tras el golpe militar del 11 de septiembre de 1973, el centro de control fue destruido. Cybersyn o Synco nunca pudo ser aplicado y fue abortado irrevocablemente.

## El sistema

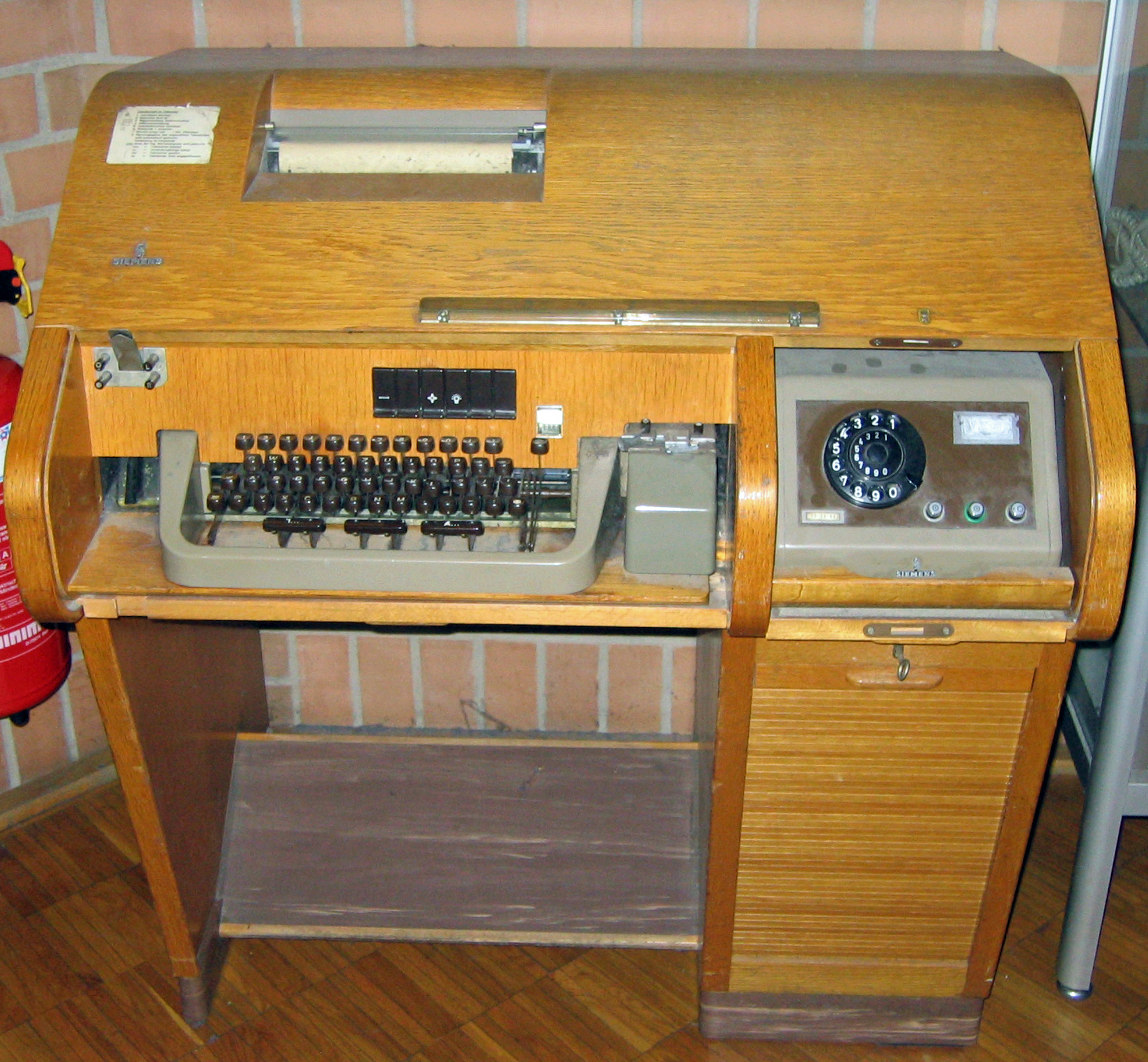
Los teletipos eran dispositivos telegráficos de transmisión de datos, que hoy en día están obsoletos.

Dado que el gobierno disponía de una dotación de máquinas teletipos adquiridos durante la administración del presidente Eduardo Frei Montalva, unas pocas decenas de estas máquinas,y no 500 como se ha reportado anteriormente, fueron instaladas en las fábricas que participaron del proyecto. En el centro de procesamiento en Santiago, un computador del tipo mainframe IBM 360/50 procesaba a diario la información recibida desde las fábricas – información que llega antes, todos los días alrededor de las 15:00 h, a un teletipo instalado en CORFO. Al procesar tal información, se obtenían predicciones de corto plazo y recomendaciones para realizar mejoras. Existían cuatro niveles de control (compañía, rama, sector y total) que contaban con retroalimentación algedónica (si el nivel de control inferior no podía solucionar un problema en un intervalo de tiempo determinado, el nivel superior era notificado al respecto). Los resultados eran discutidos en la sala de operación y se elaboraba un plan global.
El software del proyecto Synco se llamaba Cyberstride y empleaba filtros bayesianos y control bayesiano. Fue escrito fundamentalmente por un equipo de programadores británicos de la firma Arthur Anderseny luego implementenda en las oficinas de la Empresa Nacional de Computación, ECOM, junto a programadores e ingenieros chilenos.
El cuarto de operaciones (Opsroom) contaba con un aspecto bastante futurista, parecía (según el propio Beer) "el escenario de una película de ciencia ficción... En ella no hay ningún papel. La información se refleja en pantallas y en modelos electrónicos animados, que se despliegan alrededor de la sala". Constaba de un mobiliario compuesto por 7 sillas giratorias (consideradas las mejores para la creatividad) con un panel de botones; estos botones controlaban varias pantallas gigantes en que se podía proyectar la información y otros paneles con información del estado de operaciones.
El proyecto es mencionado en el libro Platform for Change, de Stafford Beer.

### Cybernet
Cybernet fue la red de telecomunicaciones entre fábricas y el centro de procesamiento del proyecyo Synco. Si bien los métodos de transmisión y procesamiento de datos que esta red permitía eran innovadores, su infraestructura era heredera del, en esa época ya casi centenario, desarrollo de las comunicaciones telegráficas en la región.
Consistía en una red de télex en diferentes fábricas a lo largo de Chile. Este proceso se comenzó a realizar en noviembre de 1971. La coordinación de esta red estuvo a cargo del ingeniero, ex marino y traductor de Stafford Beer, Roberto Cañete, quien ya contaba con experiencia en redes comunicacionales.
Los datos enviados a través de esta red eran producto de un sofisticado método de cuantificación de los procesos productivos, el cual Beer y el equipo local de Synco llamaban flujogramación cuantificada.Los datos eran transmitidos una vez al día por las empresas a una estación de tráfico en CORFO y desde ahí reenviados a la central de procesamiento en ECOM. Estos datos eran cargos en un computador mainframe por ingenieros dirigidos por Isaquino Benadof, quienes, una vez que la información era procesada, imprimían reportes periódicos que eran luego analizados por los ingenieros de CORFO.
Esta acción fundamentaría las bases para la realización de una de las primeras experiencias de transferencia de información económica en tiempo real en Chile usando un inédito sistema cibernético.

### Cyberstride
Cyberstride fue el nombre del software diseñado para el proyecto Cybersyn. Su función era procesar la información que llegaba desde las empresas para transformarla en variables predefinidas y generar informes casi en tiempo real y por excepción.
La información era enviada y recibida por las empresas a través de télex y procesada por un computador IBM S/360.
El propósito era enviar los informes a aquellos que podían tomar decisiones con ellos, en particular a los administradores de las empresas. La información agregada de las empresas iba a los administradores de la CORFO y a la sala de operaciones en un formato de simple comprensión.
Para identificar las variaciones que reflejaban cotidianamente las empresas se utilizó estadística bayesiana, y en particular se usó el modelo de Harrison-Stevens, definiendo sus actividades con amplificadores, filtros y formas predeterminadas de normalidad, alerta y crisis, creando un modelo prospectivo dinámico que anticipaba posibles crisis, ayudando a aplicar soluciones antes de que estas ocurrieran.
Fue realizado por el equipo de la Empresa de Computación e Informática de Chile (ECOM) junto a la filial inglesa de la empresa Arthur Andersen.
Isaquino Benadof, director del área de investigación y desarrollo de ECOM, tomó a su cargo este proyecto. Durante la realización de Cybersyn, Espejo viajó a Inglaterra para negociar la contribución de Arthur Andersen y Benadof viajó a Estados Unidos y a Canadá para investigar y evolucionar el sistema. Sin embargo, Cyberstride solo fue aplicado en forma piloto, quedando frustrada una de las principales iniciativas técnicas del proyecto Cybersyn. Podría haber sido un modelo de transferencia de información creado en Chile paralelo a Internet.

## VSM
El Viable System Model (VSM), o Modelo del Sistema Viable, fue desarrollado por Stafford Beer y guio la implementación del proyecto CYBERSYN.
Tiene tres componentes elementales que incuban la gestión y dinámica de los procesos:
- El ambiente o entorno de la organización.
- La operación.
- La administración.

El VSM es un modelo de la estructura de cualquier sistema viable. Un sistema viable es cualquier sistema organizado que reúna las demandas de supervivencia en un ambiente cambiante. Una de las características primarias de los sistemas que sobreviven es que son adaptables a las condiciones ambientales.

### Componentes cibernéticos del VSM
Los componentes de un sistema viable son cinco subsistemas que trabajan recíprocamente y que pueden ser identificados a través de los diversos aspectos de la estructura de cada organización.

## Opsroom
El Opsroom o sala de operaciones fue el punto de unión de los diferentes proyectos realizados en el contexto de Cybersyn. La necesidad de construir una sala de operaciones había sido identificada y explicada en el libro The Brain of the Firm. Era el espacio de presentación de la información enviada por las empresas y estaba disponible para la toma de decisiones. Fue construida en un edificio en la avenida Santa María, cerca de las oficinas de Philips.
Fue diseñada siguiendo los principios de la Gestalt, para entregarle a los usuarios una plataforma en donde la información pudiera ser absorbida de una manera simple y profunda. Fue diseñada por INTEC (Instituto de Investigaciones Tecnológicas de Chile) bajo la coordinación general del ingeniero Jorge Barrientos. A la cabeza del equipo de diseño estaba Gui Bonsiepe, quien trabajaba en Chile desde 1968, luego de haber sido académico y uno de los principales gestores de la Universidad HFG (Hochschule für Gestaltung) de Ulm, en Alemania, una de las academias que continuó la labor de la escuela Bauhaus después de su desaparición.
El equipo de diseñadores industriales estuvo conformado por Rodrigo Walker, Guillermo Capdevila, Alfonso Gómez, Guillermo Cintolesi, Fernando Shultz, Michel Weiss (Alemania), Wolfgang Eberhagen (Alemania) y Werner Zemp (Suiza). El equipo de diseño gráfico, encargado de preparar las imágenes que se mostrarían en las pantallas, estaba conformado por Pepa Foncea, Lucía Wormald, Eddy Carmona y Jessie Cintolesi.
La sala era hexagonal, forma orgánica que permitía la correcta disposición de los dispositivos. Incluía 7 sillas giratorias con cojines naranjas —fabricadas en un taller en Puente Alto— encima de una alfombra café, paredes cubiertas por paneles de madera, una pantalla llamada Futuro, un esquema del VSM (Staffy), una serie de pantallas con reportes sobre la producción en tiempo real de diferentes fábricas, una pantalla con información sobre estados de excepción o urgencia, una pared con una imagen de un modelo cibernético basado en el Sistema Nervioso Humano, y un Data Feed. Cada silla tenía en su brazo derecho un dispositivo de control interactivo que, a través de la combinación de sus botones (objetos geométricos), activaba órdenes de proyección en las pantallas de información según los requerimientos de los usuarios, como gráficas de barras, tablas y fotografías de la producción industrial, optimizando la comunicación externa e interna.
|  |
|  |

|  |
|  |

|  |
|  |

|  |
|  |

|  |
|  |

## Proyecto Checo
El proyecto CHECO (de "chilean economy") tuvo por objetivo modelar la economía chilena y crear simulaciones del comportamiento económico a futuro. Esto se realizaba a través de un programa llamado DYNAMO, desarrollado originalmente para el Club de Roma, por el profesor Jay Forrester, del Instituto de Tecnología de Massachusetts (MIT).
En la sala de control, esta aplicación se desplegaba en la pantalla “FUTURO”, convirtiendo a esta herramienta en un espacio de reflexión para apoyar decisiones de mediano y largo plazo.
La aplicación DYNAMO fue implementada en el proyecto Cybersyn por Ron Atherton de la Universidad de Lancaster, Reino Unido, y aplicada por el equipo de trabajo liderado por el ingeniero químico Mario Grandi.

## Cyberfolk
Cyberfolk fue un experimento realizado por el equipo de Cybersyn. Consistía conceptualmente en entregar a la gente la posibilidad de tener una conexión a distancia y en tiempo real con políticos y administradores debatiendo decisiones de gobierno y así participar democráticamente en las decisiones.
El sistema que se diseñó para estos efectos permitía a los participantes de una reunión expresar su acuerdo o desacuerdo con el progreso de las conversaciones. Para esto los participantes usaban un botón rotatorio personal que les permitía enviar una señal en tiempo real a un aparato de madera y circuitos analógicos. Este aparato agregaba las señales personales y el resultado era representado en un gráfico semicircular, que decía en un extremo “de acuerdo” y en el otro “en desacuerdo”. Este aparato permitía apreciar la satisfacción de los participantes con el progreso de la reunión (Beer llamó a este aparato algedonometer).
El sistema representaba una herramienta para la democratización del proceso de toma de decisiones del gobierno, entregando las herramientas de la ciencia al pueblo para expresarse y participar activamente en la toma de decisiones de sus empresas y comunidades.
Sin embargo, el sistema fue demasiado adelantado para ser aplicado en un sistema social no acostumbrado a lidiar con este tipo de herramientas. Esta especie de "People Meter" analógico pudo haber sido utilizado de manera errónea por la población y por el gobierno. Este sistema requería del más profundo compromiso y honestidad de las partes del sistema, situación imposible en esa época por la inestabilidad socioeconómica en que vivía Chile.
Los grupos de oposición al gobierno de Allende acusaron a este experimento de ser una herramienta tecnológica de control social.

### Organizaciones
(En inglés)
- Cybernetics Society Memorial Archivado el 7 de diciembre de 2006 en Wayback Machine.
- The Metaphorum Group - Developing Stafford Beer's Legacy in Management Cybernetics
- Systems & Cybernetics in Organisations
- Introduction to the Viable Systems Model and use in Cooperatives Archivado el 28 de febrero de 2012 en Wayback Machine.
- Web site of the cybersyn project
- Stafford Beer papers held at Liverpool John Moores University Archivado el 26 de septiembre de 2007 en Wayback Machine.
- Syncho Ltd.

- Datos: Q1147211
- Multimedia: CyberSyn / Q1147211